# Альпинизм в России
В России альпинизм, спортивная сущность которого состоит в преодолении естественных препятствий при восхождении на вершины гор, является официально признанным видом спорта и активного отдыха. Как в советский так и постсоветский периоды отношение к альпинизму было как к одному из видов спорта, имеющего большое прикладное значение.

## Альпинизм в дореволюционной России

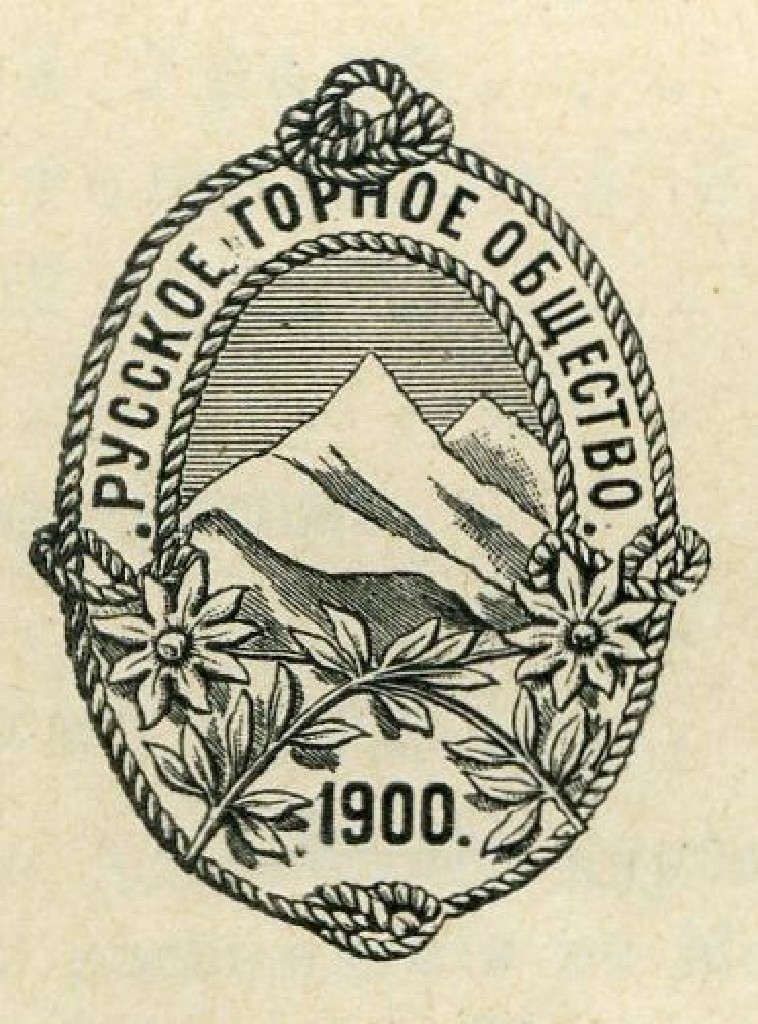
Эмблема Русского горного общества

Официальной датой начала российского альпинизма можно считать год создания Русского горного общества (РГО) — 1900. До этой даты были отдельные восхождения в различных районах России.
В августе 1788 года члены экспедиции И. Биллингса под руководством Даниила Гауса взошли на Ключевскую Сопку.
В 1817 году группа офицеров Пятигорского гарнизона пыталась взойти на высшую точку Кавказа — Эльбрус (5642 м), однако из-за пурги были вынуждены вернуться с высоты 5000 метров. Спустя 12 лет, 29 августа 1829 года, вершина Эльбруса была покорена младшим проводником Эльбрусской экспедиции Российской академии наук Киларом Хашировым, который впервые взошёл на восточную вершину Эльбруса (5621 м). До перемычки между вершинами на высоту 5100 метров поднимались также старший проводник Ахия Сотгаев, академик Э. Ленц и казак П. Лысенков. В честь первого покорения Эльбруса в Пятигорске и Нальчике установлены две памятные чугунные доски.
В 1835 году член Академий и географических обществ ряда стран, русский географ, горовосходитель и путешественник  Платон Чихачев, путешествуя от Канады до Огненной Земли, совершил ряд восхождений в Андах, в том числе — и на Пичинчу (4787 м). 18 июля 1842 года Платон Александрович Чихачёв совершил первое восхождение на пик Ане́то (Анету, Нету; исп. Aneto) — самую высокую гору Пиренеев (3404 м), расположенную в провинции Уэска, Испания. Подвиг П. Чихачева  в Пиренеях увековечен в песне «Знаменосец Отечества».
Во второй половине XIX века русские топографы взошли на ряд вершин Кавказа (Чаухи, Базардюзю и другие). Наибольшую известность среди них имел Андрей Васильевич Пастухов. В 1890 году он с тремя казаками взошёл на Западную вершину Эльбруса, а позже покорил ещё 10 вершин Кавказа.
После создания в 1845 году Русского географического общества были проведены многие экспедиции в горные районы Средней и Центральной Азии, в которых принимали участие известные путешественники: П. П. Семёнов-Тян-Шанский, Н. М. Пржевальский, А. П. Федченко, И. В. Мушкетов и другие. В ходе горных путешествий они прошли многие ущелья, перевалы, нанесли на карты хребты и вершины.
В последней четверти XIX века был создан ряд горных клубов: Альпинистский клуб в Тифлисе при Кавказском обществе естествознания (1877), Крымский горный клуб в Одессе, Горный клуб в Пятигорске (1902). С 1900 года действовало Русское горное общество с отделениями во Владикавказе, Пятигорске, Сочи, Верном (ныне — Алма-Ата). Общая численность членов этого общества насчитывала около 1000 членов, что было примерно в 70 раз меньше, чем в австро-германском альпклубе.
В 1914 году географы и любители гор братья Троновы взошли на высшую точку Алтая — восточную вершину горы Белухи (4506 м).
Всего за период с 1788 по 1917 годы в России было совершено сравнительно немного восхождений: на Ключевскую Сопку — 3 чел; на Эльбрус — 110 чел.; на Арарат — 125 чел.; на Казбек — 200 чел.; на Белуху — 2 человека. Всего — 440 человек, из них — 160 иностранных восходителей. В то время альпинизм в России был уделом обеспеченных одиночек и не имел организационной и материальной базы для массового альпинистского движения в стране. Вместе с тем в этот период многие русские любители горных путешествий отдавали предпочтение зарубежным горам: Альпам, Пиренеям, Татрам.

## Спортивный альпинизм в СССР
В Советском Союзе в отличие от других стран, прежде всего стран Западной Европы, Америки, Азии, отношение к альпинизму было как к одному из видов спорта, имеющего большое прикладное значение.
На протяжении десятилетий в СССР складывалась спортивная система альпинизма, со спортивными разрядами и званиями, с соревнованиям вплоть до чемпионатов страны, чего не было за рубежом. Она стала единой в советском альпинизме, тождественной другим видам спорта, культивируемым в стране.
Возникнув в 1923 году, и не имея большого опыта основ организации и практики горовосхождений, уже в предвоенные годы в Советском Союзе были заложены основы массового занятия альпинизмом как видом спорта.

### Предвоенный альпинизм

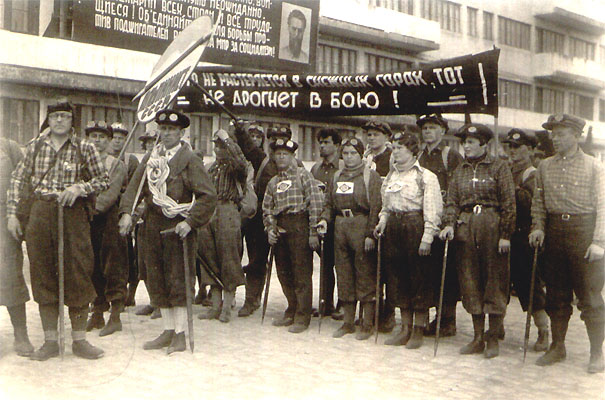
Альпинисты на первомайской демонстрации в 1936 году

В предвоенные годы в СССР занятия альпинизмом приняли массовый характер. Действовало 17 только профсоюзных альпинистских лагерей, общее же количество их превысило 30. В 1936 году «альпиниады», лагеря, самодеятельные группы собрали более 20 тыс. человек, а в 1937 году — уже 30 тысяч человек.
Только первовосхождений на ранее не покоренные вершины в 1937 году было совершено более 70. Такого количества первовосхождений не выполнялось ни в одном из прошлых сезонов. Росло спортивное мастерство восходителей. Показательны в этом смысле восхождения на Ушбу. Раньше победы над ней были большой редкостью для зарубежных альпинистов. За 1888—1937 годы, то есть за 50 лет со дня первого покорения Ушбы в 1888 году, на её вершинах побывало менее 30 человек. В 1937 году на вершины Ушбы взошло 57 альпинистов. Впервые был пройден траверс вершин массива одновременно с двух сторон (с севера — группой Е. Абалакова, с юга — группой Е. Казаковой). Состоялось первое стенное восхождение на южную вершину альпинистами Сванетии Г. Хергиани, Б. Хергиани, В. Хергиани, М. Гварлиани и Ч. Чартолани. Они прошли юго-восточную стену, которую не могли преодолеть многие выдающиеся зарубежные альпинисты.
Большое распространение получили альпиниады. Первая альпиниада ЦДКА: пятьдесят армейских альпинистов совершили восхождение на Эльбрус. Вторая альпиниада ЦДКА проходила в виде военного похода с участием авиации. Во время этой альпиниады вершины Эльбруса достигло уже около трехсот человек.
Учитывая массовый характер занятия альпинизмом и его важность для страны ЦИК СССР учредил в 1934 году значки «Альпинист СССР» I и II ступеней. В январе 1937 года при Всесоюзном комитете по делам физкультуры и спорта возникла секция альпинизма, призванная помочь ему в развитии альпинизма. Первым её председателем стал Н.В. Крыленко.
В 1939 году Всесоюзный комитет по делам физической культуры и спорта утвердил для альпинистов, имеющих выдающиеся достижения, звание мастера спорта и заслуженного мастера спорта.
Значок «Альпинист СССР» I ступени отмечал вступление в альпинизм; значок «Альпинист СССР» II ступени свидетельствовал об овладении начальной стадией спортивного альпинизма, выражавшемся в освоении путей до 4-й категории трудности. Звание мастера альпинизма говорило об овладении мастерством восхождений на вершины, включая пути к ним 5-й категории трудности, а заслуженного мастера — об овладении высшим мастерством горовосхождений, выдающихся достижениях в покорении вершин и большом личном вкладе в развитие советского альпинизма.
Для получения значка необходимо было выполнить определённые требования. Прежде всего предусматривались: сдача норм ГТО; знание природы гор во всех её внешних проявлениях; овладение техническими приёмами преодоления маршрутов различного характера; знание методов обеспечения безопасности и умение оказать первую помощь.
Для выполнения этих требований была необходима серьёзная подготовка, основанная на чётких программах, единых для всей страны. Именно это и закладывало новую систему альпинизма.
Поскольку практические требования на значки предусматривали обязательное прохождение различных по сложности горных маршрутов, появилась необходимость и в разработке единой классификации маршрутов через перевалы и на вершины.
В 1940 году участников спортивных восхождений было более 10 тысяч, из них 192 — по маршрутам 4-й и 5-й категорий трудности.
В годы Великой Отечественной войны альпинисты воевали в горах Кавказа, не пустив элитные горнострелковые части дивизии «Эдельвейс» через Главный Кавказский хребет к Чёрному морю.

### Послевоенный альпинизм

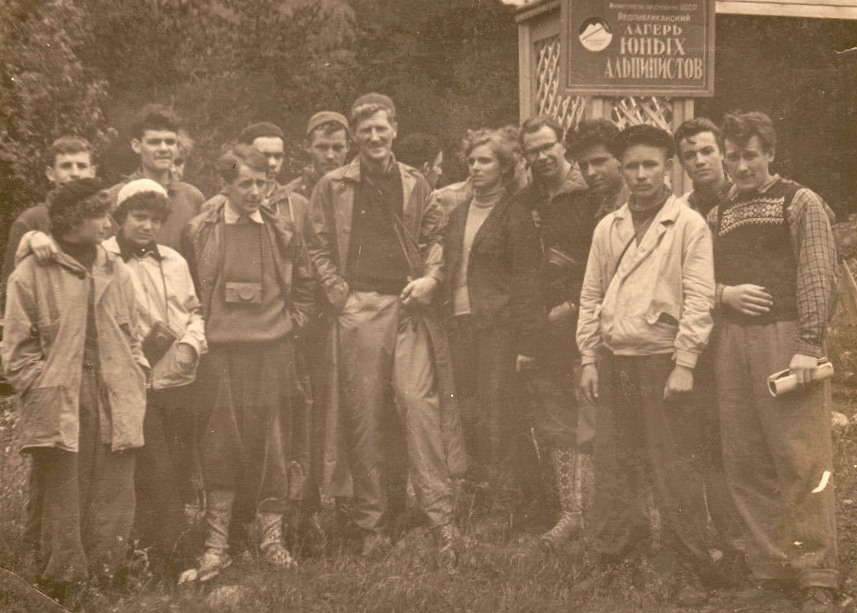
Руководитель британской экспедиции на Эверест сэр Джон Хант в альпинистском лагере в Приэльбрусье, 1958 год

Занятия альпинизмом возобновились уже в 1944 году. В 1944 году на Кавказе в Домбайском районе состоялась альпиниада профсоюзов под руководством А. Поясова и Е. Казаковой, собравшая 100 участников. В том же году 100 альпинистов Грузии совершили восхождение на Казбек. В 1944 году проводились также инструкторский поход на вершины хребта Заилийский Алатау в Казахстане, поход по местам боёв на перевалах Главного Кавказского хребта, поход грузинских пионеров и школьников под руководством Александры Джапаридзе с преодолением перевалов и восхождениями на доступные вершины.
Первый послевоенный альпинистский сезон фактически был в 1945 году: альпиниада Грузии в Домбайском районе; три лагеря подготовили 600 значкистов «Альпинист СССР»; школы инструкторов Грузинского (Шови) и Всесоюзного (Горельник, к югу от Медео) комитетов по делам физкультуры и спорта — 124 младших инструктора. В спортивных восхождениях участвовало более 800 человек, из них 53 прошли маршруты 4-й и 5-й категорий трудности.
Всё это свидетельствовало о том, что альпинисты восстановили свою форму после стольких лет перерыва.
В 1946 году были утверждены спортивные разряды по альпинизму. Общая система работы оставалась прежней: секции в коллективах физкультуры на местах и альпинистские лагеря ДСО Профсоюзов в горах. Все это под общим руководством Госкомспорта и облспорткомитетов.

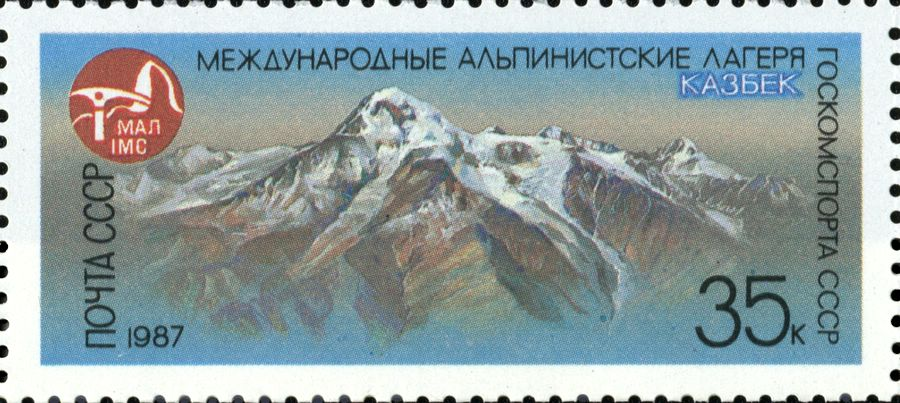
Почтовая марка из серии, посвящённой международным альпинистским лагерям, действовавшим на территории СССР

Рост спортивного мастерства в альпинизме нашёл отражение в уровне требований на спортивные разряды. Например, в 1946 году для получения I разряда надо было совершить всего 14 восхождений (в том числе по одному 4А и 4Б), а для выполнения нормы мастера спорта — 17 восхождений, среди которых лишь одно восхождение 5А. В 1956 году для получения I разряда уже требовалось 25 восхождений (из них три 4А, два 4Б и одно 5А), а для выполнения нормы мастера спорта — 32 восхождения (из них три 5А и два 5Б). Такое повышение разрядных норм, как отражение всё возрастающего спортивного мастерства, было характерным для всех видов спорта и отражало общую тенденцию развития спорта в стране.

### Чемпионаты СССР по альпинизму
С 1949 по 1991 год регулярно проводились чемпионаты СССР по альпинизму в разных классах восхождений. Соревнования были командные.
Первоначально ежегодные чемпионаты СССР проводились в трёх классах:
- Класс технически сложных восхождений
- Класс траверсов
- Класс высотных восхождений

С 1965 года чемпионаты проводились в четырёх класса, добавился высотно-технический класс.
Уже первые годы проведения первенств страны по альпинизму показали эффективность системы соревнований. С каждым годом увеличивалось число команд участниц первенства. Усложнялись маршруты к вершинам. Всё это положительно повлияло на дальнейший рост спортивного мастерства.
С ростом качества спортивных восхождений совершенствовалась спортивная система советского альпинизма. В результате введения разрядных нормативов (1946), первенства по альпинизму (1948) и распространения на их призёров награждения спортивными медалями (1953) альпинизм встал в общий строй видов спорта, культивируемых в СССР.

### Соревнования по альпинизму в СНГ
После распада СССР развитие спортивного альпинизма пошло в странах СНГ с учётом накопленного опыта развития спортивного альпинизма в предшествующие годы. Ежегодно проводится открытый чемпионат СНГ. Под эгидой ЕАМА проводится Чемпионат мира по альпинизму (EAMA). В большинстве стран СНГ проводятся различные соревнования по альпинизму. В соревнованиях могут принимать участия только команды, представленные как минимум одной связкой.

#### Соревнования по альпинизму в России
Соревнования по альпинизму в России проводятся в соответствии с правилами соревнований и организации восхождений в следующих классах:
- скальном — на вершины до 4250 м над уровнем моря;
- техническом — на вершины до 5750 м над уровнем моря;
- высотном — на вершины выше 6500 м над уровнем моря;
- высотно-техническом; ледово-снежном; первопрохождений — маршруты восхождений оговариваются в положении о соревнованиях.

Соревнования могут проводиться очные и заочные, в один или два тура. При проведении соревнований в два тура в первом туре обычно проводятся соревнования по технике альпинизма — так называемая «школа», имеющие целью выявить наиболее технически грамотные и сильные команды путём соревнований на подготовленных трассах. Баллы, полученные в «школе» суммируются с баллами, полученными за заявленные и пройденные маршруты.
Восхождения оцениваются бригадой судей в соответствующем классе на основании отчётов по специальной форме, представленных командами после прохождения заявленного маршрута, а также на основе наблюдений за командами на маршруте, если позволяют условия. При выставлении балльной оценки команде судьи учитывают: трудность, скорость прохождения маршрута, тактику, безопасность, погодные условия.

## Классификация маршрутов в альпинизме

### Общие положения о классификации маршрутов
Маршруты восхождений (подъёмы на вершины) делятся в порядке возрастающей сложности на категории — от 1-й до 6-й. Категории от 2-й до 6-й включительно подразделяются на две подкатегории — А и Б. Согласуются с действующей Единой всероссийской спортивной классификацией (альпинизм, разрядные требования).

### Порядок классификации маршрутов
Предварительную оценку категории сложности маршрута производят сами альпинисты — первопроходцы маршрутов восхождений. Для официального присвоения категории пройденного маршрута в классификационную комиссию Федерации альпинизма России представляется отчёт установленной формы, включающий заключение о предварительной оценке маршрута в сравнении с классифицированными той же полукатегории сложности, имеющимися в опыте восхождений участников данной группы.
В категорию сложности классифицируемого маршрута восхождения включается только путь подъёма. Путь подхода к началу маршрута и спуск с вершины (при траверсе — спуск с последней вершины) в категорию сложности маршрута не включается, но должны быть отражены в отчёте. Под траверсом понимается прохождение не менее двух вершин, причём спуск с предыдущей вершины должен проходить в направлении последующей, но не по пути подъёма. Траверс одной вершины не классифицируется.
Маршрут может быть классифицирован как первовосхождение, первопрохождение, вариант, комбинация маршрутов.
Первовосхождением считается восхождение на вершину впервые, оно же будет и первопрохождением по данному маршруту.
Первопрохождением считается восхождение по маршруту, проложенному по непройденным склонам, гребням, контрфорсам, рёбрам (при траверсе — когда новые участки, без учёта повторно пройденных, определяют более высокую категорию сложности маршрута).
Вариантом считается восхождение по маршруту, частично совпадающему с ранее пройденным или проходящему по ранее пройденной стене (склону), не разделённой с искомым маршрутом гребнями, рёбрами, кулуарами.
Комбинацией считается восхождение или траверс, маршрут которого состоит из ранее пройденных участков или маршрутов (классифицируются индивидуально для групп).
Восхождения по маршрутам 6Б кат. сл. после рекомендации комиссии (по новым маршрутам — совместно с заключением группы экспертов) утверждаются правлением федерации альпинизма России.